# Rote Flora
Rote Flora é um teatro edificado em 1888 em Hamburgo, na Alemanha, que foi ocupado, em 1989, por anarquistas do movimento okupa. O edifício, externamente, aparenta um avançado estado de abandono, com mendigos nas imediações, mas é um centro subcultural alternativo, frequentado por intelectuais da esquerda, servindo como espaço para exposições artísticas, congressos e atividades políticas.
|                                                             |  |  |
| Rote Flora em 2014. Na foto da direita, detalhe do grafite. |  |  |